# 劉獻廷
劉獻廷（1648年9月13日—1695年8月15日），字君賢，號繼莊，別號廣陽子，順天府大興縣（今北京）人。
祖籍吳縣（今苏州）。生於順治五年七月二十六日（1648年9月13日），好讀書，常至通宵達旦，最後一只眼睛失明。十九歲至吳中，長年居住於吳江。康熙二十六年（1687年），萬斯同薦引他入明史館，增订《明史·历志》和《大清一统志·河南志》，“遍歷九州，覽其山川形勢”。劉獻廷喜研究佛經，讀《华严經》，參入梵語、拉丁語、蒙古語而體會到四聲之變，嘗作《新韻譜》，稱聲母為「韻母」，稱韻母為「韻父」。時人稱為廣陽學派。卒於康熙三十四年七月六日（1695年8月15日）。著有《廣陽雜記》。

## 延伸阅读
[在维基数据编辑]
 《清史稿/卷484》，出自趙爾巽《清史稿》